# Richtersveld (gmina)
Richtersveld – gmina w Republice Południowej Afryki, w Prowincji Przylądkowej Północnej, w dystrykcie Namakwa. Siedzibą administracyjną gminy jest Port Nolloth.